# メチレンテトラヒドロ葉酸還元酵素
メチレンテトラヒドロ葉酸還元酵素 (methylenetetrahydrofolate reductase, MTHFR) は、細胞質に存在する酸化還元酵素である。ヒトのMTHFR遺伝子にコードされている。

## 生化学

テトラヒドロ葉酸（THF）による代謝とビタミンB12によるTHFの再生産、:de:Folsäure=葉酸、DHF=ジヒドロ葉酸、THF=テトラヒドロ葉酸、Vit.B12=ビタミンB12、Methyl-Vit.B12=メチルコバラミン、Methionin=メチオニン、Methionin Syntase=5-メチルテトラヒドロ葉酸-ホモシステインメチルトランスフェラーゼ、Homocystein=ホモシステイン、N5-Methyl-THF=5-メチルテトラヒドロ葉酸、N5,N10-Methylene-THF=5,10-メチレンテトラヒドロ葉酸、N10-Formyl-THF=10-ホルミルテトラヒドロ葉酸、dUMP=デオキシウリジン一リン酸、NADPH、DNA

MTHFRは非可逆的に5,10-メチレンテトラヒドロ葉酸 (基質)を還元し、5-メチルテトラヒドロ葉酸 (生成物)に変換する。
（反応式）
5,10-メチレンテトラヒドロ葉酸 + NAD(P)H + H+　⇒　5-メチルテトラヒドロ葉酸 + NAD(P)+
- 5,10-メチレンテトラヒドロ葉酸はチミジンのde novo合成においてdUMPをdTMPに変換するときに使われる。
- 5-メチルテトラヒドロ葉酸はメチオンニンシンターゼにより、ホモシステインをメチオニンに変換するときに使われる。

## 構造
哺乳類のMTHFRは触媒ドメインのN末端と調節ドメインのC末端で構成される。MTHFRは少なくとも2つのプロモーター遺伝子と2つのイソ型を持つ(70 kDa と 77 kDa)。